# Robert Davi
Robert Davi, född 26 juni 1953 i Astoria, Queens, New York, är en amerikansk skådespelare, regissör och filmproducent. 

## Biografi
Han är son till Maria (född Rulli) och Sal Davi. Hans mor var en italiensk- amerikanska vars familj kom från Nusco och hans far var född i Torretta, Palermo, Sicilien. Han har regisserat filmen The Dukes (2008) och samt producerat den och filmen Hitters (2002). Davi talade italienska under sin barndom. Han gick på Seton Hall, en romersk-katolsk high school i Patchogue, New York. Han har två systrar, Yvonne Davi (död), och Mrs. Michelle Queal. Han utexaminerades från Hofstra University, som han deltog på grund av universitetets starka dramaavdelning liksom dess unika återgivning av Shakespeares Globe Theater.
Davis första riktigt stora filmroll var som knarksmugglaren Franz Sanchez i James Bond-filmen Tid för hämnd från 1989, en av Bondseriens mer brutala men också tredimensionella antagonister.
Han regisserade långfilmen My Son Hunter från 2022.

## Privatliv
Davis barn är Sean Christian Davi (född 1981), med Jeri McBride, och Ariana Marie Davi (född 3 april 1990), Frances Davi (född 1992), samt Isabella och Nicholas Edward Davi (tvillingar, födda 11 januari 2001), med Christine Bolste.

## Filmografi
- 1978 – Charlies änglar (TV-serie) (1 avsnitt)
- 1979 – Hulken (TV-serie) (1 avsnitt)
- 1980 – Alcatraz
- 1981 – Dynastin (TV-serie) (1 avsnitt)
- 1982 – Bring 'Em Back Alive
- 1982 – St. Elsewhere (TV-serie) (1 avsnitt)
- 1982 – T.J. Hooker (TV-serie) (1 avsnitt)
- 1983–1984 – Stuntmannen (TV-serie) (2 avsnitt)
- 1984 – City Heat
- 1984 – Par i hjärter (TV-serie) (1 avsnitt)
- 1984 – The A-Team (TV-serie) (1 avsnitt)
- 1985 – Goonies – Dödskallegänget
- 1985 – Hunter (TV-serie) (1 avsnitt)
- 1986 – Hårda bud
- 1986 – McCall (TV-serie) (1 avsnitt)
- 1987 – Wild Thing
- 1988 – Action Jackson
- 1988 – Die Hard
- 1988 – Lagens änglar (TV-serie) (1 avsnitt)
- 1989 – Tid för hämnd
- 1990 – Rovdjuret 2
- 1992 – Christopher Columbus - äventyraren
- 1993 – Quick
- 1993 – Rosa panterns son
- 1995 – Showgirls
- 1996–2000 – Profiler (TV-serie) (86 avsnitt)
- 1998 – I Los Angeles utan karta
- 1999 – Batman Beyond (TV-serie) (röstroll, 1 avsnitt)
- 1999–2000 – Kameleonten (TV-serie) (2 avsnitt)
- 2002 – Grand Theft Auto: Vice City (TV-serie) (röstroll i dataspel)
- 2002 – The Hot Chick
- 2004 – Halo 2 (TV-serie) (röstroll i dataspel)
- 2004 – 2008 (TV-serie) (6 avsnitt)
- 2006 – Scarface: The World Is Yours (TV-serie) (röstroll i dataspel)
- 2007 – Halo 3 (TV-serie) (röstroll i dataspel)
- 2010 – Criminal Minds (TV-serie) (2 avsnitt)
- 2010 – Nip/Tuck (TV-serie) (1 avsnitt)
- 2012 – The Iceman
- 2014 – CSI: Crime Scene Investigation (TV-serie) (1 avsnitt)
- 2014 – The Expendables 3
- 2016 – Criminal
- 2024 – Reagan